# فارينا دافيس
فارينا بانكس هويل ديفيس (بالإنجليزية: Varina Davis)‏ (7 مايو 1826 - 16 أكتوبر 1906) كانت الزوجة الثانية للسياسي جيفرسون ديفيس، الذي أصبح رئيسا للولايات الكونفدرالية الأمريكية في 1861. وشغلت منصب السيدة الأولى للدولة الجديدة في العاصمة في ريتشموند، فرجينيا، على الرغم من أنها كانت مترددة بشأن الحرب. ولدت وترعرعت في الجنوب، وكذلك تعليمها فيفيلادلفيا، وقالت انها الأسرة في كل المناطق ووجهات النظر غير التقليدية للمرأة في دور علني لها. وأعربت عن تأييدها موقف الكونفدرالية على العبودية وحقوق الدول.
أصبحت ديفيس كاتبة بعد الحرب الأهلية الأمريكية، واستكملت مذكرات زوجها. حيث تم تجنيدها من قبل كيت ديفيس بوليتزر لكتابة مقالات وفي نهاية المطاف عمود منتظم في صحيفة زوجها جوزيف بوليتزر، ونيويورك ورلد. في عام 1891 بعد وفاة زوجها، وانتقلت ديفيس إلى مدينة نيويورك للعيش بدوام كامل هناك مع ابنتها ويني. وقالت إنها استمتعت كثيرا بالعيش في نيويورك وفي أواخر القرن التاسع عشر، قالت انها عملت على التوفيق بين شخصيات بارزة في الشمال والجنوب.

## بداية حياتها والتعليم
ولدت فارينا بانكز هويل في عام 1826 في ناتشيز، بالميسيسيبي، وهي ابنة وليام بير هاول ومارجريت لويزا كيمبي. وكان والدها من عائلة عريقة في نيو جيرسي: والده ريتشارد هويل يخدم في عدة دورات وحاكم ولاية نيو جيرسي، وتوفي عندما كان وليام صبيا. وليام ورث القليل من المال وصلات عائلية استخدامها ليصبح كاتبا في الضفة من الولايات المتحدة.
 نقل وليام هويل إلى ميسيسيبي، عندما  كانت مزارع القطن الجديدة  يجري تطويرها بسرعة. هناك التقى وتزوج مارغريت لويزا كيمبي (1806-1867)، التي ولدت في مقاطعة الأمير وليام بولاية فيرجينيا. وقد كانت عائلتها ثرية ولديهم مزارع، انتقلوا إلى ولاية ميسيسيبي قبل 1816. وقالت إنها كانت ابنة العقيد جوزيف كيمبي (أحيانا يتهجى كيمب)، وهو مهاجر من الاسكتلنديين - الايرلنديين من شمال ايرلندا الذي أصبح مزارع ومالك الأرض الرئيسي، ومارغريت غراهام، التي ولدت في مقاطعة الأمير وليام. اعتبرت مارغريت غراهام واعتبرته غير شرعي والديها، جورج غراهام، وهو مهاجر اسكتلندي، وسوزانا مكاليستر (1783-1816) من ولاية فرجينيا، لم يسبق لهم الزواج رسميا.
بعد انتقاله عائلته من ولاية فرجينيا إلى ولاية ميسيسيبي، اشترى  جوزيف كيمبي أيضا الأراضي في ولاية لويزيانا. عندما تزوجت ابنته هويل، وقال انه قدم لها مهرا 60 العبيد و 2,000 فدان (8.1 كم2) من الأراضي. عمل وليام هويل باعتباره مزارع، تاجر، سياسي، مدير مكتب البريد، وسيط القطن، مصرفي، ومدير مجمع عسكري، ولكن لم المضمونة على المدى الطويل النجاح المالي. خسر غالبية المهر مارغريت كبير والميراث من خلال الاستثمارات السيئة وأسلوب حياتهم غالية. انهم يعانون من مشاكل مالية خطيرة متقطعة طوال حياتهم.
ولدت فارينا في ناتشيز كما الطفل هويل الثاني من أحد عشر، وكان سبعة منهم على قيد الحياة إلى مرحلة البلوغ. وقد وصفت أنها بعد ذلك طويلا ونحيفا، مع بشرة الزيتون نسبت إلى الأجداد ويلز.  في وقت لاحق عندما كانت تعيش في ريتشموند باسم السيدة الأولى التي لا تحظى بشعبية من الكونفدرالية والنقاد وصف لها انها تبدو مثل السمر أو الهندية «المحاربة».)
 عندما وصلت فارينا لسن ثلاثة عشر، أشهر والدها افلاسه، حيث تم مصادرة المفروشات والعبيد من قبل الدائنين ليتم بيعها في مزاد علني. تدخلت أقارب والدتها كيمبي  لتخليص ممتلكات العائلة.  وكانت واحدة من عدة تغيرات حادة في الثروة التي لزمت فارينا أن تواجهها في حياتها. وقالت إنها نشأت في مرحلة البلوغ في منزل ودعا الورد البري، عندما كانت ناتشيز مدينة مزدهرة، ولكن علمت أن أسرتها كانت تعتمد على الأقارب كيمبي الثرية من عائلة والدتها لتجنب الفقر.
 وقد أرسلت فارينا هويل إلى فيلادلفيا، بنسلفانيا ل تعليمها، حيث درست في المدرسة الفرنسية مدام ديبورا غريلاود. وهي أكاديمية مرموقة للسيدات الشباب. كانت غريلاود، وهوغوينت البروتستانتية، وهو لاجئ من الثورة الفرنسية وكان قد أسس مدرستها في عقود 1790  . كان واحدا من زملاء فارينا سارة آن إليس، ابنة المزارعون ميسيسيبي ثرية للغاية. (بعد الحرب الأهلية، سارة إليس دورسي، من ثم أرملة ثرية، ساعد الدعم المالي لل زوجين ديفيس). 
بينما في المدرسة في فيلادلفيا، وحصلت فارينا لمعرفة العديد من أقاربها هويل الشمالية. حملت على المراسلات مدى الحياة مع بعض، وأطلقت على نفسها اسم «نصف سلالة» للاتصالات لها في كل المناطق. بعد عام، عادت إلى ناتشيز، حيث كانت درس خاص من قبل القاضي جورج وينشستر، وهو خريج جامعة هارفارد والأسرة صديق. وكانت ذكية وأفضل تعليما من العديد من زملائها، مما أدى إلى توترات مع توقعات الجنوبية للنساء. في سنوات عملها في وقت لاحق، أشار فارينا هويل ديفيس باعتزاز إلى مدام غريلاود والقاضي وينشستر. قالت ضحى لتوفير أعلى مستوى من الجودة للتعليم من أجل ابنتيها في دورهم. 
 في عام 1843، في سن ال 17، ودعي هاول لقضاء موسم عيد الميلاد في إعصار بلانتيشن، فدان 5000 (20 كم2) الممتلكات صديق للعائلة جوزيف ديفيس. كان والداها قد عينت أقدم أطفالهم بعده. تقع في ديفيس بيند بولاية مسيسيبي، وكان الاعصار 20 ميلا إلى الجنوب من فيكسبورج، وكان ديفيس تخطط ل هووسورمينغ حفل مع العديد من الضيوف والفنانين لتدشين له الفخم قصر جديد في مزرعة القطن. (وصفها فارينا المنزل بالتفصيل في مذكراتها.) وخلال فترة إقامتها، التقت شقيق المضيفة لها جيفرسون ديفيس. ثلاثة وعشرين عاما أصغر من يوسف، وكان ديفيس وهو خريج كلية وست بوينت وضابط سابق في الجيش، ثم يعمل زارع إدارة بلده مزرعة القطن من بريفليد بالقرب من أخيه.

## الزواج
كان جيفرسون ديفيس الأرمل البالغ من العمر 35 عاما عندما التقى وفارينا. زوجته الأولى سارة نوكس تايلور، ابنة الرئيس المقبل زاكاري تايلور، قد لقوا حتفهم بسبب الملاريا بعد ثلاثة أشهر زفافهما في 1835. ديفيس كان المنعزلة في السنوات الثماني التي تلت ذلك، على الرغم من البداية إلى أن تكون نشطة في السياسة. بعد وقت قصير من مقابلته لأول مرة، كتب هويل لأمها 
 «أنا لا أعرف ما إذا كان هذا السيد جيفرسون ديفيس هو صغارا أو كبارا وقال انه يتطلع في كل من الأوقات؛ ولكن اعتقد انه كبير السن، ل من ما أسمع انه عامين فقط أصغر سنا مما أنت عليه [ الشائعات الصحيحة ] . وقال انه الاختام لي كنوع ملحوظا من الرجل، ولكن من المزاج غير مؤكد، ولها وسيلة لأخذ أمرا مفروغا منه أن الجميع يتفق معه عندما كان يعبر عن الرأي، الذي يسيء لي، ومع ذلك فهو أكثر تواضعا، ولها صوت حلو بشكل غريب وعلى نحو الفوز لتأكيد نفسه. والحقيقة هي، هو نوع من الشخص الذي يجب أن نتوقع لانقاذ واحد من كلب مسعور في أي خطر، ولكن في الإصرار على عدم الاكتراث رزين إلى الخوف بعد ذلك.»
 وقد تمشيا مع العرف، سعى ديفيس إذن الوالدين فارينا هاول قبل بداية الخطوبة الرسمية. عدم موافقتهم في البداية منه بسبب العديد من الاختلافات في الخلفية، والعمر، والسياسة. وكان ديفيس الديمقراطي وهاولز، بما في ذلك فارينا، كان اليمينيون . في مذكراتها، فارينا هويل ديفيس كتب لاحقا أن والدتها كانت تشعر بالقلق إزاء ديفيز التفاني المفرط ل أقاربه (وخاصة شقيقه الأكبر يوسف، الذي كان رفعه إلى حد كبير وعلى من كان يعتمد ماليا) وعبادته بالقرب من بلدة المتوفى أولا زوجة. وهاولز وافق في نهاية المطاف إلى التودد، وأصبحت الخطيبين بعد فترة وجيزة .

فوتوغراف الزواج عام, 1845

 في البداية كان من المقرر زفافهما باعتباره شأنا الكبرى التي ستعقد في إعصار خلال عيد الميلاد من عام 1844، ولكن تم إلغاء حفل الزفاف والخطوبة قبل فترة وجيزة، لأسباب غير معروفة . في يناير كانون الثاني عام 1845، في حين كان هويل بمرض الحمى، ديفيس كثيرا ما زار لها . أنها خطبت مرة أخرى . عندما تزوجا في 26 فبراير 1845 في منزل والديها، وعدد قليل أقارب وأصدقاء العروس وحضر، وأيا من أسرة العريس .
و تضمن لهم زيارة شهر عسل قصيرة ل ديفيس -old والدته، جين ديفيس، وزيارة قبر زوجته الأولى في ولاية لويزيانا . اتخذت البقاء عروسين في بريفليند، مزرعة 1000 -مثلث (4.0 كم2) التي قدمها جوزيف ديفيس ل شقيقه الأصغر غالبا ما تستخدم ل بضع سنوات مضت. انها المتاخمة إعصار بلانتيشن . الإقامة الأولى من الكوخ من غرفتي نوم على الممتلكات، وبدأت بناء البيت الرئيسي . أصبح مصدرا للجدل . 
 بعد فترة وجيزة زواجهما، وجاء ديفيز أرملة ومفلس شقيقة، أماندا ديفيس برادفورد، ليعيش على الممتلكات بريفليند جنبا إلى جنب معها سبعة أطفال الأصغر سنا . قررت إخوتها أنها يجب أن نشارك في منزل كبير والتي كانت  بناء، لكنها لم يتشاور فارينا ديفيس . كان مثال على ما انها ستدعو بعد تدخل من عائلة ديفيس في حياتها مع زوجها . أثبتت شقيقها في القانون جوزيف ديفيس السيطرة، وليس فقط من أخيه، الذي كان 20 عاما أصغر سنا، ولكن من فارينا حتى الأصغر أثناء غياب زوجها . وفي الوقت نفسه، أصبح والديها تعتمد أكثر ماليا على، لها الإحراج والاستياء . كان اسمه الأخ الأصغر لها، ولدوا بعد زواجها الخاصة، جيفرسون ديفيس هويل في شرف زوجها .
 وكان الزوجان فترات طويلة من الانفصال عن الزواج في وقت مبكر، لأول مرة كما أعطى جيفرسون ديفيس خطب الحملة و " politicked " (أو حملة) لنفسه وبالنسبة للمرشحين الديمقراطيين في انتخابات 1846. وكان قد ذهب أيضا لفترات طويلة خلال الحرب المكسيكية (1846-1848). وضعت فارينا ديفيس تحت وصاية جوزيف ديفيس، الذي كانت قد حان ل كره بشكل مكثف . لها مراسلات مع زوجها خلال هذه الفترة أظهرت لها السخط المتنامي، الذي لم يكن جيفرسون يتعاطفون بشكل خاص معها .

## الحياة الحضرية في واشنطن العاصمة
انتخب جيفرسون ديفيس في عام 1846 إلى مجلس النواب الأمريكي وفارينا رافقوه إلى واشنطن العاصمة، الذي تحبه. كانت تحفزها الحياة الاجتماعية مع شعب ذكي وكان معروفا لصنع «الملاحظات غير تقليدية». وكان من بينهم أن «العبيد كانوا البشر مع الضعف الخاصة»، وأنه «كان الجميع على» نصف سلالة «من نوع واحد أو آخر .» وأشارت إلى نفسها على أنها واحدة لأن لها صلات عائلية قوية في كل من الشمال والجنوب. وعائلة دايفيس عاش في واشنطن العاصمة ل أكثر من خمسة عشر عاما المقبلة قبل الحرب الأهلية الأمريكية، والذي أعطى فارينا هويل ديفيس نظرة أوسع من العديد من الجنوبيين . كان لها مكان مفضل للعيش. ولكن، على سبيل المثال العديد من الخلافات بينهما، فضل زوجها الحياة على مزرعة ميسيسيبي بهم.
 وسرعان ما أخذ إجازة من منصبه في الكونغرس لخدمة كضابط في الحرب المكسيكية الأمريكية (1846-1848). عاد فارينا ديفيس لبعض الوقت ل بريفليند، حيث أنها تثير غضبها تحت إشراف شقيقها في القانون جوزيف ديفيس . المراسلات على قيد الحياة بين عائلتها من هذه الفترة تعبر عن الصعوبات التي يواجهونها والاستياء المتبادل . بعد عودة زوجها من الحرب، لم فارينا ديفيس لن يعود على الفور معه إلى واشنطن عندما عين المجلس التشريعي ولاية ميسيسيبي له لشغل مقعد في مجلس الشيوخ .
 في نهاية المطاف للزوجين التوفيق . عاد السيدة ديفيس زوجها في واشنطن . وكان زوجها الرؤية غير عادي ل مجلس الشيوخ طالبة، بسبب علاقاته كابن في القانون (عن طريق زوجته الراحلة) وضابط صف سابق من الرئيس زاكاري تايلور . يتمتع فارينا الحياة الاجتماعية الحيوية في العاصمة، وأنشأ نفسها بسرعة باعتبارها واحدة من المدينة الأكثر شعبية (، وفي العشرينات في وقت مبكر لها ، واحدة من أصغر) مضيفات والضيوف الطرف . مذكرات ما بعد الحرب الأهلية لها المعاصرة ، فيرجينيا كلاي - كلوبتن ، وصف الأحزاب حية من الأسر الجنوبية مع وفود الكونغرس أخرى ، فضلا عن ممثلين دوليين من أعضاء السلك الدبلوماسي 
 بعد سبع سنوات ليس لديها أطفال ، في عام 1852 أعطى فارينا ديفيس ابنا صموئيل. رسائلها من هذه الفترة تعبر عن سعادتها وتصور جيفرسون باعتباره الأب ينقط . وكان الزوجان ما مجموعه ستة أطفال :
- صموئيل إيموري ديفيس، من مواليد 30 يوليو 1852، وكان اسمه بعد جده لأبيه. توفي 30 يونيو 1854، من مرض لم يتم تشخيصه.[15]
- مارغريت هاول ديفيس كان من مواليد 25 فبراير 1855. تزوجت جويل أديسون هايز، الابن (1848-1919)، وكانوا يعيشون لأول مرة في مدينة ممفيس بولاية تينيسي. في وقت لاحق انتقلوا إلى كولورادو سبرينغز، كولورادو. كان لديهم خمسة أطفال. كانت الطفلة ديفيس الوحيد في الزواج وتأسيس أسرة. توفيت في 18 يوليو 1909 عن عمر يناهز ال 54.[16]
- جيفرسون ديفيس، الابن، ولد 16 يناير 1857. وتوفي من مرض الحمى الصفراء في سن 21 على 16 أكتوبر 1878، خلال وباء في وادي نهر المسيسبي الذي تسبب 20000 حالة وفاة.[17]
- توفي جوزيف إيفان ديفيس، ولدت في 18 أبريل 1859، في سن الخامسة نتيجة لحادث سقوط عرضي في 30 أبريل 1864.[18]
- ولد وليم هويل ديفيز للتنس يوم 6 ديسمبر 1861، وكان اسمه للأب فارينا؛ وتوفي الخناق على 16 أكتوبر 1872.[19]
- فارينا آن «ويني» ديفيس ولدت في 27 يونيو 1864، بعد شهرين من وفاة يوسف. المعروفة باسم «ابنة الكونفدرالية» لأنها ولدت خلال الحرب، وتوفيت سنة بعد والدها في 18 سبتمبر 1898، في سن ال 34. وبعد والديها رفضت السماح لها بالزواج في شمال الأسرة، التي ألغت عقوبة الإعدام بعد الحرب، تزوجت أبدا.[20]

 وقد دمر عائلة دايفيس في عام 1854 عندما توفي طفلها الأول قبل سن الثانية . انسحب فارينا ديفيس إلى حد كبير من الحياة الاجتماعية لبعض الوقت. في عام 1855، أنجبت ابنة صحية ، مارجريت (1855-1909)؛ تليها اثنين من ابنائه ، جيفرسون ، الابن، (1857-1878) ويوسف (1859-1864)، خلال فترة ول زوجها المتبقية في واشنطن ، DC الخسائر في وقت مبكر من كل أربعة من أبنائهم كان مصدر حزن هائل على كل من عائلة دايفيس.
 أثناء إدارة بيرس ، عين ديفيس لمنصب وزير الحرب . وقال انه والرئيس فرانكلين بيرس شكلت الصداقة الشخصية التي من شأنها أن تستمر ل بقية حياته بيرس . وضعت زوجاتهم الاحترام قوي ، كذلك. خسر بيرس آخر طفل على قيد الحياة ، وبيني ، قبل وقت قصير من تنصيب والده. كلاهما يعاني . واصبحت بيرس تعتمد على الكحول وكان جين أبليتون بيرس المشاكل الصحية ، بما في ذلك الاكتئاب . بناء على طلب من بيرس ، وعائلة دايفيس ، سواء على المستوى الفردي وكزوجين ، غالبا ما كانت تستضيف مسؤول في وظائف البيت الأبيض بدلا من الرئيس وزوجته .

## السيدة الأولى للكونفدرالية

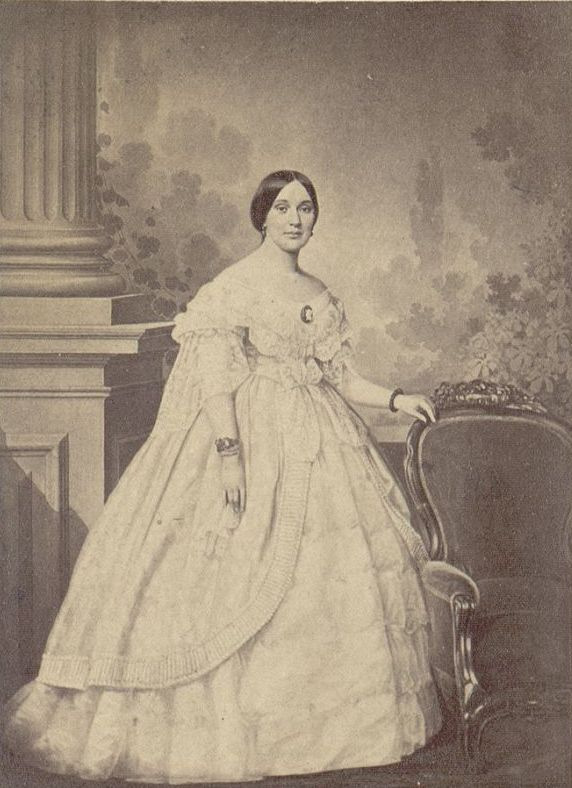
السيدة جيفيرسون دايفيس في عقد1860

استقال جيفرسون ديفيس من مجلس الشيوخ الأمريكي في عام 1861 عندما انفصلت ولاية ميسيسيبي. عاد فارينا ديفيس مع أطفالهم ل Brierfield ، وتتوقع منه أن يكون تكليفا كجنرال في الجيش الكونفدرالية . انتخب رئيسا للولايات الكونفدرالية الأمريكية من قبل الكونغرس الكونفدرالية الجديد . وقالت إنها لا مرافقته عندما سافر إلى مونتغومري ، ألاباما (ثم عاصمة الدولة الجديدة) ل يتم افتتاحه . وبعد أسابيع قليلة ، تابعت وتولى مهامه الرسمية باسم السيدة الأولى ل دولة مستقلة . 
استقبال ديفيس الحرب مع الرهبة ، في حين دعم العبودية والاتحاد . كان من المعروف أنها قد قال ما يلي:

" الجنوب لم يكن لديهم الموارد المادية للفوز الجنوبيون الحرب والأبيض لم يكن لديك الصفات اللازمة للفوز عليه ، أن زوجها كان غير ملائم للحياة السياسية ؛ وأنه ربما النساء لا جنس أدنى ، وأنه ربما كان خطأ لحرمان النساء حق الاقتراع قبل الحرب ."
 في صيف عام 1861، ديفيس وزوجها انتقلت إلى ريتشموند ، فيرجينيا ، العاصمة الجديدة للكونفدرالية . كانوا يعيشون في القصر الرئاسي خلال الفترة المتبقية من الحرب (1861-1865). " حاولت بشكل متقطع على فعل ما كان متوقعا لها، لكنها الناس أبدا مقتنعا بأن قلبها كان فيه، وتوليها منصب السيدة الأولى كانت في معظمها كارثة "، كما اختار الناس حتى على ازدواجية لها . وانتقد السكان البيض من ريتشموند بحرية فارينا ديفيس . ووصف بعض مظهرها كما تشبه " ل السمر أو " المحاربة " الهندية .
 في ديسمبر 1861 أنجبت طفلهما الخامس ، ويليام . (ونظرا ل نفوذ زوجها ، تلقى والدها وليام هويل عدة تعيينات على مستوى منخفض في البيروقراطية الكونفدرالية مما ساعد على دعم له .) والاضطراب الاجتماعي في سنوات الحرب وصلت إلى القصر الرئاسي . في عام 1864، العديد من العبيد المحلية وعائلة دايفيس " هرب . جيمس دينيسون وزوجته بيتسي ، الذي كان قد شغل منصب خادمة فارينا ، وتستخدم حفظها مرة أخرى دفع 80 دولارا الذهب لتمويل هروبهم . غادر هنري ، بتلر ، ليلة واحدة بعد بناء حريق في الطابق السفلي من القصر لتحويل الانتباه
 في ربيع عام 1864، قتل جوزيف ديفيس البالغ من العمر 5 سنوات عن طريق كسر عنقه في سقوط من على شرفة في القصر الرئاسي في ريتشموند . وبعد بضعة أسابيع ، أعطى فارينا ولادة آخر طفل ، وفتاة تدعى فارينا آن ديفيس ، الذي كان يسمى «ويني». الفتاة أصبحت معروفة للجمهور بأنها «ابنة الكونفدرالية .» وقد وزعت قصص عن بلدها والتشابهات لها في جميع أنحاء الكونفدرالية خلال العام الأخير من الحرب لرفع معنويات . واحتفظت لقب لبقية حياتها .

## ما بعد الحرب

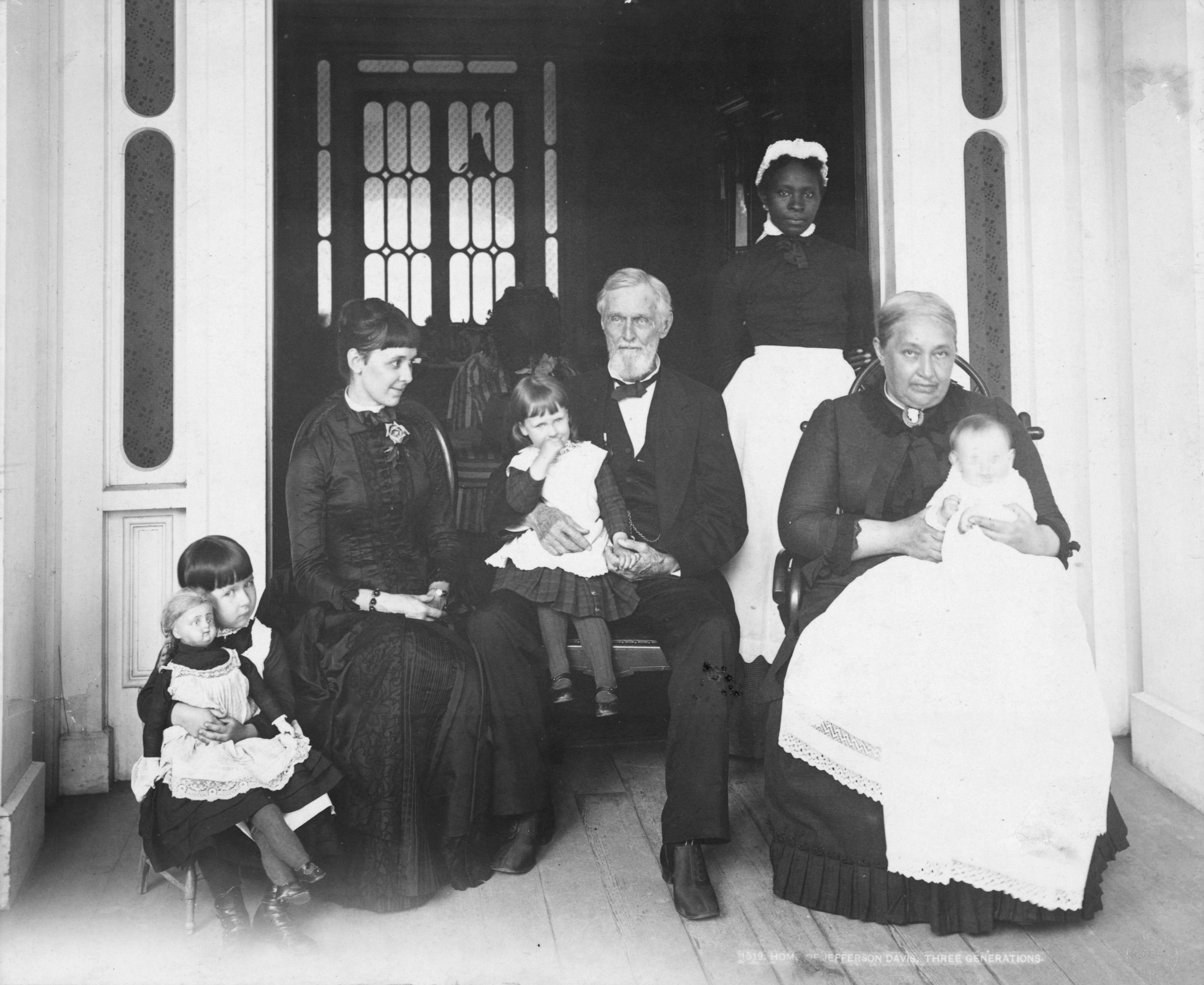
عائلة دايفيس في منتصف عقد-1880

وعندما انتهت الحرب ، فرتعائلة دايفيس إلى البلاد الجنوبية تسعى للهروب إلى أوروبا . تم القبض عليهم من قبل القوات الاتحادية وسجنت جيفرسون ديفيس في فورت مونرو في  فرجينيا ، لمدة عامين. غادر المعوزين ، واقتصر فارينا ديفيس ل يقيم في ولاية جورجيا ، حيث تم اعتقال زوجها . خوفا على سلامة الأطفال الأكبر سنا ، وقالت انها ارسلت لهم أصدقاء في كندا تحت رعاية أقارب وعائلة موظف . ممنوع في البداية أن يكون له أي اتصال مع زوجها ، عملت ديفيس بلا كلل من أجل تأمين الإفراج عنه . حاولت رفع الوعي والتعاطف مع ما كانت ينظر إليها على أنها له الاعتقال الجائر .
 بعد بضعة أشهر سمح فارينا ديفيس لتتوافق معه . ساعدت المواد وكتاب عن حبسه تحويل الرأي العام لصالحه . سمح ديفيس والشباب ويني للانضمام جيفرسون في زنزانته في السجن . أعطيت الأسرة في نهاية المطاف شقة مريحة أكثر في الفصول الضباط من الحصن .
 على الرغم من أن أفرج عنه بكفالة ولم يحاكم بتهمة الخيانة العظمى ، وكان جيفرسون ديفيس فقدت مؤقتا منزله في ولاية ميسيسيبي ، أكثر من ماله، وجنسيته الأمريكية . في أواخر القرن 20th ، تم استعادة جنسيته بعد وفاته . سافرت عائلة ديفيس صغيرة باستمرار في أوروبا وكندا كما سعى العمل لإعادة بناء حظوظه . قبلت ديفيس رئاسة وكالة التأمين مقرها في ممفيس. بدأت العائلة لاستعادة بعض الراحة المالية حتى الذعر من عام 1873، عندما كانت شركته واحدة من العديد من التي أفلست . في عام 1871 ابنهما ويليام ديفيس توفي حمى التيفوئيد ، إضافة إلى الأعباء العاطفية .
 أثناء زيارته ل بناتهم المسجلين في المدارس الداخلية في أوروبا ، تلقى جيفرسون ديفيس لجنة وكيلا ل كونسورتيوم الإنجليزية تسعى لشراء القطن من جنوب الولايات المتحدة . عاد إلى الولايات المتحدة لهذا العمل . بقي فارينا ديفيس في انكلترا لزيارة شقيقتها الذين انتقلوا مؤخرا هناك ، وبقي لعدة أشهر . وتشير المراسلات على قيد الحياة قد تم دفع إقامتها المشاكل الزوجية من جديد. كل من عانى العائلة من الاكتئاب بسبب فقدان أبنائهم وثرواتهم
 انها استياء اهتمامه لغيرها من النساء ، ولا سيما فرجينيا كلاي . كان الطين زوجة صديقهم ، عضو مجلس الشيوخ السابق كليمنت الطين ، وهو سجين سياسي زملائه في قاعدة فورت مونرو . خلال هذه الفترة ، تبادل ديفيس خطابات عاطفية مع فرجينيا كلاي لمدة ثلاث سنوات، ويعتقد أنه يحبها . في عام 1871 ذكر ديفيز بعد أن كان ينظر في قطار «مع امرأة لا زوجة له ،» وأنها قدمت الصحف الوطنية . لا يزال في انكلترا ، وكان فارينا غضب . 
عاشت الأسرة لعدة سنوات صرف النظر أكثر بكثير مما كانوا يعيشون معا . ديفيس كان عاطلا عن العمل ل أكثر من سنة بعد الحرب . في عام 1877 كان مريضا ومفلسا تقريبا. فينصح بأخذ منزل بالقرب من البحر على صحته ، وقال انه قبل دعوة من سارة آن إليس دورسي ، وريثة الأرامل ، إلى الزيارة التي قامت بها زراعة بوفوار على الصوت ميسيسيبي في بيلوكسي . وزميل في فارينا في فيلادلفيا ، وكان دورسي تصبح الروائي احتراما ومؤرخ ، وكان قد سافر على نطاق واسع . وقالت إنها رتبت ل ديفيس لاستخدام كوخ على أساس مزرعة لها . هناك كانت تساعده تنظيم وكتابة مذكراته من الكونفدرالية ، في جزء منه عن طريق تشجيعها النشط. ودعت أيضا فارينا ديفيز للبقاء معها
 رفض ديفيس وابنتها الكبرى ، مارغريت هاول هايز ، الصداقة زوجها مع دورسي . بعد عودة فارينا ديفيس إلى الولايات المتحدة ، وعاشت في ممفيس مع مارجريت وعائلتها لبعض الوقت. تدريجيا بدأت مصالحة مع زوجها . وكانت معه في بوفوار في عام 1878 عندما علموا أن على قيد الحياة الماضي ابنهما ، جيفرسون ديفيس ، الابن، لقوا حتفهم خلال وباء الحمى الصفراء في ممفيس. في تلك السنة توفي 20000 شخص في جميع أنحاء الجنوب في وباء «جاك الأصفر». خلال يحزن لها ، وأصبح فارينا أصدقاء مرة أخرى مع دورسي .
 تقرر سارة دورسي للمساعدة في دعم الرئيس السابق . عرضت على بيعه منزلها بسعر معقول . تعلم انها سرطان الثدي ، قبل وفاتها في عام 1879 قدم دورسي على إرادة لها بمغادرة جيفرسون ديفيس عنوان المجاني إلى المنازل ، فضلا عن الكثير من ما تبقى من الذمة المالية لها . كانت أقاربها بيرسي فاشلة في تحدي إرادة
لها صية المقدمة ديفيس مع الضمان المالي ما يكفي لتوفير فارينا ويني ، وتتمتع بعض الراحة معهم في سنواته الأخيرة . عند الانتهاء فارينا آن «ويني» ديفيس تعليمها ، انضمت إلى والديها في بوفوار . وكانت قد سقطت في الحب عندما في الكلية، ولكن والديها لم يوافقوا على العاشق لها . واعترض والدها على كيانه من «يانكي بارز والأسرة التي ألغت عقوبة الإعدام» والدتها ل افتقاره للمال ويجري مثقلة العديد من الديون . اضطر ل رفض هذا الرجل ، ويني تزوج أبدا.
 قدمت الوصية دورسي ويني ديفيس الوريث بعد وفاة جيفرسون ديفيس في عام 1889. وفي عام 1891 فارينا وانتقل يني ل مدينة نيويورك (انظر القسم التالي .) وبعد وفاة ويني في عام 1898، ودفنت بجوار والدها في ريتشموند ، فرجينيا . ورثت فارينا ديفيس المزارع بوفوار

## بعد وفاة زوجها
بعد وفاة زوجها ، أكملت فارينا هويل ديفيس سيرته الذاتية ، ونشر ذلك في عام 1890 كما جيفرسون ديفيس ، مذكرات . في البداية بيع الكتاب نسخ قليلة ، محطما آمال لها لكسب بعض الدخل . 
 كيت ديفيس بوليتزر ، وهو ابن عم بعيد ل جيفرسون ديفيس وزوجة جوزيف بوليتزر ، ناشر صحيفة الرئيسي في نيويورك ، قد اجتمع فارينا ديفيس خلال زيارة قام بها إلى الجنوب . وقالت إنها طلبت مقالات قصيرة من وظيفتها ل صحيفة زوجها ، والعالمي في نيويورك . في عام 1891 قبلت فارينا ديفيس عرض على جوائز بوليتزر " لتصبح كاتب عمود بدوام كامل وانتقلت إلى مدينة نيويورك مع ابنتها ويني . بإنهم قد استمتعوا الحياة المزدحمة في المدينة . هاجم الجنوبيون البيض ديفيس لهذا التحرك إلى الشمال ، لأنها كانت تعتبر شخصية عامة من الكونفدرالية الذين زعموا لأنفسهم . في حين ديفيس وابنتها كل متابعة مهن الأدبية ، كانوا يعيشون في سلسلة من الفنادق السكنية . (كانت أطول إقامة هؤلاء في فندق جيرارد في 123 دبليو 44 شارع .) فارينا ديفيس كتب العديد من المقالات في صحيفة ، ويني ديفيس نشرت عدة روايات . 
 توفي ويني في عام 1898 وفارينا ورثت بوفوار . في أكتوبر عام 1902، باعت مزرعة ل شعبة ولاية ميسيسيبي من أبناء الكونفدرالية المحاربين القدامى ل 10,000 $ . اشترطت كان منشأة لاستخدامها المنزل قدامى المحاربين الكونفدرالية " وفي وقت لاحق كما نصب تذكاري ل زوجها . و SCV بنيت الثكنات على الموقع، ويضم الآلاف من قدامى المحاربين وعائلاتهم . تم استخدام المزارع لسنوات المنزل قدامى المحاربين. منذ عام 1953 وقد خدم المنزل كمتحف ل ديفيس . وقد تم تعيين بوفوار معلما تاريخيا وطنيا . تمت استعادة البيت الرئيسي والمتحف بنيت هناك ، والإسكان والمكتبة الرئاسية ديفيس جيفرسون .
وكان فارينا هويل ديفيس واحدة من العديد من الجنوبيين النفوذ الذي انتقل إلى الشمال للعمل بعد الحرب . كانوا الملقب ب «كاربيتوغريس الكونفدرالية». وكان من بينهم زوجان روجر أتكينسون بريور وسارة أغنيس رايس بريور ، الذي أصبح نشطا في الأوساط السياسية والاجتماعية الديمقراطية في مدينة نيويورك . بعد أن عمل كمحام ، تم تعيين روجر بريور قاضيا . أصبحت سارة بريور الكاتب المعروف لها تاريخها، ومذكرات وروايات نشرت في وقت مبكر بعقد  1900
 في سنوات ما بعد الحرب المصالحة ، أصبح ديفيس أصدقاء مع جوليا دنت غرانت، أرملة العام السابق والرئيس يوليسيس غرانت ، الذي كان من بين الرجال ابغض في الجنوب. حضرت حفل استقبال حيث التقت بوكر تي واشنطن ، رئيس معهد توسكيجي ، كلية سوداء تاريخيا . في شيخوختها ، وقالت انها نشرت بعض ملاحظاتها و «أعلن في الطباعة التي الجانب الأيمن قد فاز في الحرب الأهلية»

### السنوات اللاحقة
وعلى الرغم من الحزن بسبب وفاة ابنتها ويني في عام 1898، واصل ديفيس لكتابة للعالم . انها تتمتع ركوب اليومي في عربة من خلال سنترال بارك . وكانت نشطة اجتماعيا حتى صحية سيئة في سنواتها الأخيرة أجبرت تقاعدها عن العمل وأي نوع من الحياة العامة . توفي فارينا هويل ديفيس في سن 80 من التهاب رئوي مزدوج في غرفتها في فندق ماجستيك (نيويورك) في 16 أكتوبر، وكان عام 1906. ونجت ابنتها مارغريت ديفيس هايز والعديد من الأحفاد وأبناء الأحفاد

## الإرث والتكريم
تلقت فارينا هويل ديفيس موكب الجنازة عبر شوارع مدينة نيويورك . وقد اتٌخذ لها نعش بالقطار في ريتشموند ، حيث تم دفنها بتعامل مرتبة الشرف الكاملة من قبل قدامى المحاربين الكونفدرالية في مقبرة هوليوود . دفنت في المدفن المجاور لمقابر زوجها وابنتهما ويني .
ووضعت صورة السيدة ديفيز ، بعنوان الأرملة من الكونفدرالية (1895)، والتي رسمها الفنان الأمريكي السويسري المولد أدولفو مولر يوري (1862-1947). الذي عقد في متحف في بوفوار . وفي عام 1918 تبرع مولر يوري بصورة لابنتها ويني ديفيس ، ورسمت في 1897-1898، إلى متحف الفيدرالية في ريتشموند بولاية فرجينيا .
في 29 أغسطس عام 2005، تسبب إعصار كاترينا الرياح والمياه إلحاق أضرار جسيمة في بوفوار ، الذي يضم المكتبة الرئاسية لديفيس جيفرسون . تم ترميم البيت وإعادة فتح يوم 3 يونيو ، عقد 2008. فارينا هويل ديفيز الماس والزمرد خاتم الزواج ، واحدة من عدد قليل من ممتلكات ثمينة كانت قادرة على الاحتفاظ من خلال سنوات من الفقر ، من خلال متحف في بوفوار والمفقود خلال تدمير إعصار كاترينا . وقد تم اكتشافه على أساس بعد بضعة أشهر ، وعاد إلى المتحف.